# Krasulje
Krasulje är ett samhälle i Bosnien och Hercegovina.   Det ligger i entiteten Federationen Bosnien och Hercegovina, i den västra delen av landet, 150 km nordväst om huvudstaden Sarajevo. Krasulje ligger 433 meter över havet och antalet invånare är 1 771.
Terrängen runt Krasulje är huvudsakligen kuperad, men den allra närmaste omgivningen är platt.Närmaste större samhälle är Sanica, 8,4 km väster om Krasulje. 
Omgivningarna runt Krasulje är en mosaik av jordbruksmark och naturlig växtlighet. Runt Krasulje är det ganska tätbefolkat, med 93 invånare per kvadratkilometer.